# Кумач (хребет)
 Кума́ч,  Кума́с (баш. Күмәс) — горный хребет на Южном Урале. Находится на территории Учалинского района Башкортостана.
Кумач относится к хребтам Башкирского (Южного) Урала.
Хребет Кумач растянулся субмеридионально от широты деревни Ильчигулово до широты деревни Курама в Учалинском районе Башкортостана.
Длина хребта около 14 км, ширина — 2 км, высота вершины 708 м. Всего выделяются 5 вершин.
Состоит из отложений нижнего и среднего девона.
Ландшафты — горные лесостепи с берёзовыми лесами на горно-лесных серых почвах и выщелоченных чернозёмах.